# Єлисаветградська чоловіча гімназія

Єлисаветградська чоловіча гімназія — навчальний заклад — повна (8-річна) гімназія для хлопців у місті Єлисаветграді (сучасний Кропивницький), що існувала в період 1885—1920 років; відіграла значну роль в культурному й освітньому житті міста наприкінці XIX — на початку ХХ століття, мала славні традиції й відома низкою видатних учнів та випускників.
Єлисаветградська чоловіча гімназія розташовувалась на вулиці Петрівській (нині вулиця Шевченка) в будівлі, яка збереглася дотепер, — зараз її експлуатує ДСНС України.

## Історія

### Земське училище та прогімназія
Для виконання наказу імператриці Катерини ІІ 1792 року, яким рекомендувалось створення в усіх губернських та повітових містах за кошти дворянства та міських товариств народних училищ для хлопчиків, тодішній міський голова Григорій Романов пожертвував майбутньому училищу власний будинок. Будинок Романова згорів під час великої пожежі 1798 року, а землю, на якій він стояв, незаконно, на думку Олександра Пашутіна, продала міська дума.
Середнє училище відкрилося тільки у 1818 році.
14 травня 1874 року на засіданні Єлисаветградської міської думи обрано особливу комісію з гласних для всебічного обговорення питання про заснування в місті чоловічої прогімназії. Після заслуховування доповіді цієї комісії міська дума пристала на її пропозицією порушити клопотання про відкриття в Єлисаветграді 4-класної чоловічої прогімназії і доручила це зробити міському голові О. М. Пашутіну.
Після повторного клопотання у 1878 році про започаткування чоловічої прогімназії 20 лютого 1879 року його було задоволене, і 5 травня того ж року було прийнято розпорядження міністра народної освіти за № 5019 про відкриття прогімназії в Єлисаветграді.
1 серпня того ж (1879) року відбулося перше засідання педагогічної ради прогімназії, на якому були затверджені результати першого набору учнів. І відтак, 8 вересня відбулося урочисте відкриття 4-класної прогімназії в пристосованому приміщенні одного із корпусів колишніх московських лавок та урочиста трапеза з нагоди цієї події у приміщенні громадського зібрання. Першим інспектором прогімназії став А. І. Балик.
2 червня 1881 року після клопотань міської влади 4-класну гімназію було перетворено на 6-тикласну, і за 2 місяці розпорядженням опікуна Одеського навчального округу її директором став А. І. Балик.
21 вересня 1882 року на засіданні міської думи на прохання батьків учнів прогімназії постановили знову порушити клопотання перед російським урядом про перетворення Єлисаветградської 6-тикласної прогімназії на повну гімназію.

### Класична гімназія
5 березня 1885 року директором Єлисаветградської чоловічої гімназії призначено колезького радника І. Ф. Прокеша, який займав цю посаду до грудня 1901 року.
У 1886—87 роки Єлисаветрадське міське управління виконало необхідні роботи (надбудовано другий поверх та зроблено двоповерхові прибудови) задля пристосування приміщення для повної гімназії.
27 серпня 1888 року російський імператор Олександр III з родиною, будучи в Єлисаветграді, відвідав Єлисаветградську чоловічу гімназію.
Гімназія мала 8 основних класів та два підготовчих. Учні здавали вступні іспити з мови та математики. Абітурієнти вирішували задачі на кшталт: «Купець продав 2 покупцям 24 аршини сукна. 1/6 всього сукна він продав по 6 карбованців за аршин, а решту — по 4 карбованці. Скільки грошей він одержав за 24 аршини сукна?». А до гімназії вступали у 8-10 років.
З кінця 1880-х років замість танцювальних вечорів у гімназії почали проводити літературно-музичні ранки, на яких виступали гімназійні оркестри (духовий, струнний і зведений).
14 квітня 1890 року освячено домову церкву Різдва Пресвятої Богородиці, споруджену при гімназії на благодійні кошти почесного опікуна О. М. Пашутіна та інших громадян міста.
1892 року влаштовано гуртожиток для приїжджих гімназистів.
18 жовтня 1892 року після церемонії урочистого освячення пам'ятника професору Новоросійського університету В. Григоровичу в актовому залі гімназії відбулось урочисте зібрання історико-філологічного товариства «на честь пам'яті Григоровича».
1896 року коштом міста та міського голови, почесного опікуна гімназії Олександра Пашутіна споруджено залізне риштування з кам'яними колонами навколо гімназійного скверу.
6 грудня 1901 року на своєму робочому місці помер директор гімназії І. Ф. Прокеш, і в лютому наступного (1902) року на цю посаду було призначено П. А. Владичина.
Революційні події в імперії 1905 року позначились на Єлисаветграді — в листопаді відбулися перші виступи гімназистів з вимогою демократизації шкільного життя, у зв'язку з чим навіть на місяць були перервані заняття.
У період 1905—10 років директором гімназії був П. А. Александровський, на честь якого пізніше була названа одна із гімназійних стипендій. Відбувається деяка лібералізація порядків у гімназії.

### Єлисаветградська Українська Державна Гімназія
У часи визвольних змагань українців 1918 року під керівництвом директора Т. В. Калениченка відбувається українізація гімназії — всю документацію переведено українською, а сама мова стає новим навчальним предметом.
1919 року гімназія отримує повну назву «Єлисаветградська Українська Державна Гімназія».
Останній документ гімназії, який зберігся в її архіві, датується 28 червня 1920 року.
У липні 1920 року після захоплення влади на Єлисаветградщині більшовиками гімназія припинила своє існування на підставі постанови народного Комісаріату освіти УРСР від 4 липня 1920 року, якою встановлювалась єдина семирічна трудова школа.

## Відомі учні

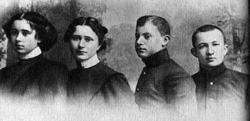
Гімназисти 7-го класу (в майбутньому — дві подружні пари): двоюрідні сестри Ольга та Наталія Шуйські, Сергій Безрадецький, Ігор Тамм

Випускниками класичної гімназії в Єлисаветграді було багато відомих в усьому світі людей.
Відомі учні Єлисаветградської чоловічої гімназії:
- Винниченко Володимир Кирилович;
- Гессен Борис Михайлович;
- Ґольденберґ Абрам Маркович;
- Гомберг Мозес;
- Завадовський Борис Михайлович;
- Івашкевич Ярослав;
- Канделакі Володимир Аркадійович;
- Лангемак Георгій Еріхович;
- Мейтус Юлій Сергійович;
- Нікітін Фауст Васильович;
- Нікітін Юрій Васильович;
- Поляновський Георгій Олександрович;
- Семененко Олександр Платонович;
- Талмуд Давид Львович;
- Тамм Ігор Євгенович;
- Хороманський Михайло Костянтинович;
- Чеботарьов Микола Григорович;
- Ширман Натан Ісакович;
- Шкловський (Діонео) Ісак Вульфович;
- Шполянський (Дон Амінадо) Амінодав Петрович.

Також у гімназії навчалися Б. Ярров, Д. Горшев, А. Величковський, Є. Єфімовський, Р. Лащенко, М. Серебрянський, П.Ойфа та інші.

## Приміщення гімназії сьогодні

Протитанкова гармата перед приміщенням Штабу МНС в Кропивницькому

Приміщення гімназії довго стояло порожнім. У 2000-х роках туди перенесли штаб та інші служби МНС. У теперішній час (2020-і) приміщення колишньої Єлисаветградської чоловічої гімназії займає ДСНС.
Біля приміщення встановлено технічний пам'ятний знак часів Другої світової війни — протитанкову гармату, а поруч споруджено стелу з переліком військових частин, які відзначилися у боях за Кіровоград у січні 1944 року, трохи в стороні поставили Пам'ятник невідомому солдатові.
Фасад приміщення колишньої міської класичної гімназії прикрашають численні меморіальні дошки на честь її славних випускників.

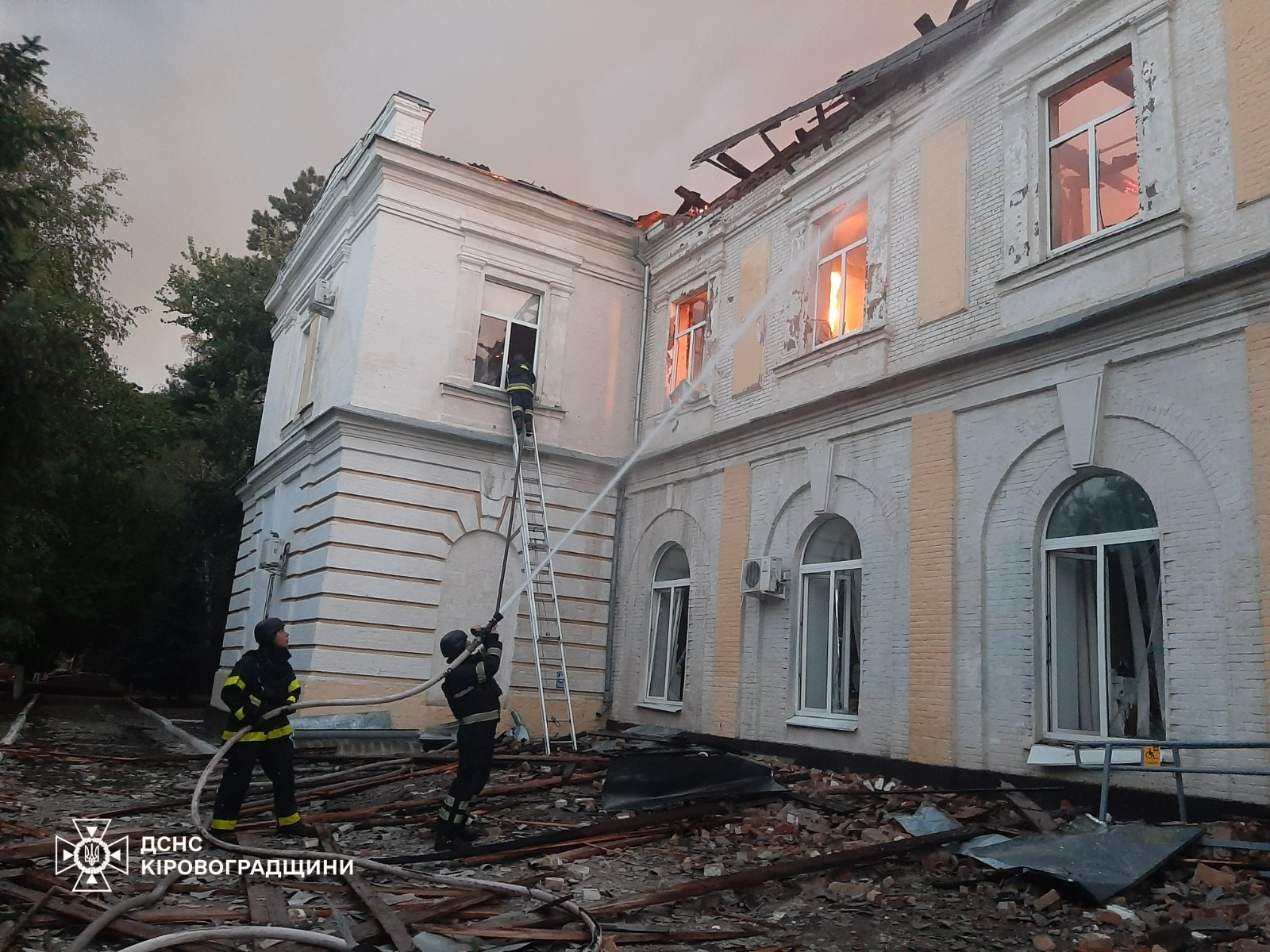
Наслідки обстрілу 2025 року

У ніч на 28 липня 2025 року будівлю пошкодила російська атака безпілотниками. Знищено покрівлю, несучі конструкції та 96 з 112 вікон.

## Виноски
1. ↑  Відомі учні[недоступне посилання з червня 2019] // книга «Єлисаветградська гімназія» (відповідальний редактор Віктор Громовий) [Архівовано 27 червня 2009 у Wayback Machine.] на www.region.in.ua/elisavet/ (вебресурс, присвячений Кропивницькому/Кіровограду/Єлисаветграду) [Архівовано 27 червня 2009 у Wayback Machine.]
2. ↑  Перша чоловіча гімназія старого Єлисаветграду: кого, та як тут навчали? - kropyvnytskyi.one (укр.). 13 жовтня 2022. Процитовано 19 жовтня 2022.
3. ↑  Матівос Ю. М. Вулицями рідного міста, Кіровоград: ТОВ «Імекс-ЛТД», стор. 16
4. ↑  У Кропивницькому російська армія обстріляла будівлю, у якій навчався Винниченко, у день його народження. Суспільне. 28 серпня 2025. Архів оригіналу за 8 серпня 2025.
5. ↑  У Кропивницькому внаслідок дронової атаки пошкоджена будівля ДСНС. Суспільне. 28 серпня 2025. Архів оригіналу за 8 серпня 2025.
6. ↑  Кропивницький. Ліквідація наслідків ворожої атаки дронами у ніч на 28 липня: ситуація станом на согодні. Кіровоградська обласна військова адміністрація. 29 липня 2025.